# Matteo Lovatti
Matteo Lovatti (Roma, 1769 – Roma, 14 marzo 1849) è stato un architetto italiano.

## Biografia

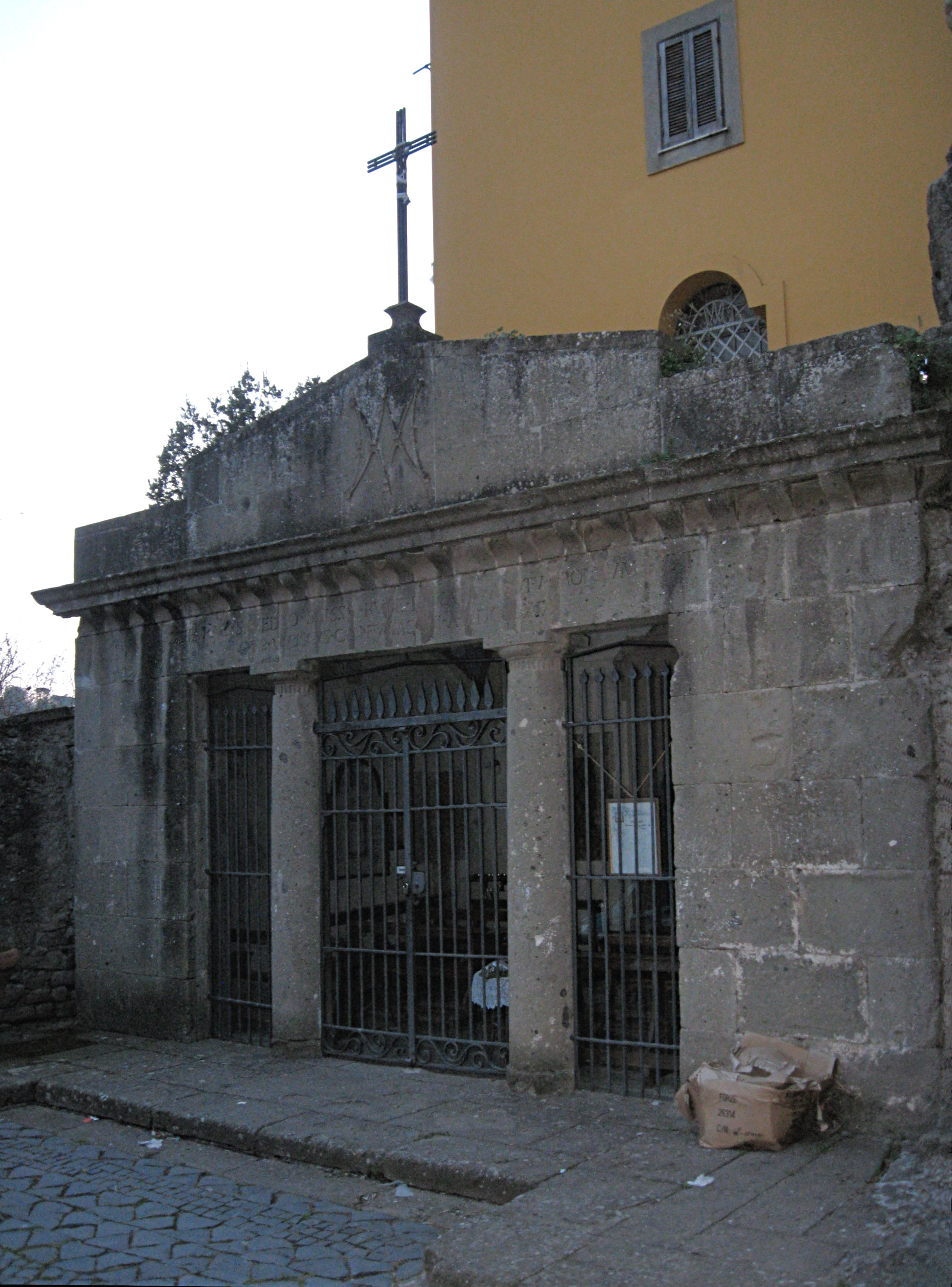
Il nartece del santuario di Santa Maria dell'Acquasanta a Marino.

Matteo Lovatti nacque a Roma nel 1769 dal capomastro e decoratore Francesco Antonio Lovatti. Non eseguì studi di architettura particolari, ma debuttò direttamente come progettista concependo un edificio a quattro piani su via del Corso, nel 1792: in seguito lavorò per conto dell'ambasciatore spagnolo a Roma José Nicolás de Azara progettando un casino di campagna fuori porta Pia.
Durante il periodo della Repubblica Romana (1798-1799) diventa giacobino, e nel novembre 1798 è il responsabile dell'immagazzinamento presso l'arsenale pontificio a Ripa Grande delle opere d'arte e dei volumi raccolti dai francesi in musei, gallerie e biblioteche pubbliche e private per essere portate in Francia. Con il ritorno di papa Pio VII nel 1799, torna a servire l'antico regime curando la ricostruzione della cattedrale di Nepi assieme all'architetto Ferdinando Folcari (1801).  Con il ritorno dei francesi nel 1807, si riaccesero le sue passioni giacobine, e nella notte tra 5 e 6 giugno 1809 risulta tra quelli che "scalarono" il palazzo del Quirinale per rapire Pio VII, fornendo scale, corde e picconi agli assalitori.
Quando Pio VII farà definitivamente ritorno a Roma nel 1814, il Lovatti sarà tra i graziati dal governo pontificio. Nel 1819 realizza il progetto del nartece del santuario di Santa Maria dell'Acquasanta a Marino, innalzato nel 1824. Attorno al 1818 è al lavoro ad Albano Laziale, dove la Comunità gli commissiona il progetto del cimitero da realizzare nel sito dell'anfiteatro romano: il progetto, carico di pretenziose memorie "repubblicane",  verrà giudicato lodevole ma inadeguato nel 1820 dalla congregazione del Buon Governo.
Nel 1822 il Lovatti è a Velletri, per realizzare la facciata neoclassica della chiesa di San Martino di Tours, completata dopo il 1825. Dopo il 1835 concentrò la sua opera a Roma, dove il figlio Filippo, avvocato, acquistò nel 1862 il palazzo Pichi-Manfroni, sull'attuale corso Vittorio Emanuele II.. Ebbe quattro figli maschi: il già citato Filippo (morto nel 1893), Francesco (morto nel 1887), Alessandro (morto nel 1884) e Giuseppe. Il pittore Matteo Lovatti Jr (1861-1927) è figlio di Filippo.
Morì il 14 marzo 1849 e venne sepolto nella prima cappella a destra della basilica di San Lorenzo in Lucina,  nella quale la moglie Rosalia Guidi e i figli gli innalzarono un monumento funebre solo nel 1855, dopo aver ottenuto in concessione perpetua la cappella alla famiglia Lovatti, durante i lavori intrapresi da papa Pio IX in quella basilica.